# Boleslao V di Polonia
Boleslao V il Casto (in polacco Bolesław Wstydliwy; 21 giugno 1226 – 7 dicembre 1279) fu un sovrano della Polonia dal 1243 al 1279.
Boleslao era il figlio di Leszek I di Polonia. Diversi anni dopo la morte di Enrico II nella battaglia di Legnica (1241), divenne principe a Cracovia, e di conseguenza il principe più importante e influente nella Polonia frammentata.
Sposò Cunegonda (Kinga), figlia del re d'Ungheria Béla IV. Secondo le cronache medievali, il matrimonio non fu mai consumato poiché Kinga, estremamente devota, era avversa a onorare gli obblighi matrimoniali. Dapprima Boleslao tentò di farle cambiare idea, ma vista la sua ferrea morale, fu obbligato a rinunciare e ad accettare la situazione; inoltre le sue convinzioni religiose gli impedivano di cercarsi un'amante. Da qui è nato l'epiteto "il Casto" o "il Timido".
A partire dal 1257, durante il regno di Boleslao V, fu avviata la ricostruzione della città di Cracovia, che era stata distrutta nel 1241 dai Tartari durante la prima invasione della Polonia. Nel 1259, la Polonia dovette fronteggiare la seconda invasione dei Tartari, mentre Sandomierz, Cracovia e altre città furono invase dalle forze comandate da Nogai Khan.

## Ascendenza
|                        |                        |                      | Genitori               |  |  | Nonni |  |  | Bisnonni                |  |  | Trisnonni                   |  |
|                        |                        |                      |                        |  |  |       |  |  | Boleslao III di Polonia |  |  | Ladislao Ermanno di Polonia |  |
|                        |                        |                      |                        |  |  |       |  |  | Boleslao III di Polonia |  |  | Ladislao Ermanno di Polonia |  |
|                        |                        | Giuditta di Boemia   |                        |  |  |       |  |  | Boleslao III di Polonia |  |  |                             |  |
| Casimiro II di Polonia |                        |                      |                        |  |  |       |  |  | Boleslao III di Polonia |  |  |                             |  |
|                        |                        | Salomea di Berg      | Enrico di Berg         |  |  |       |  |  |                         |  |  |                             |  |
|                        |                        | Salomea di Berg      | Enrico di Berg         |  |  |       |  |  |                         |  |  |                             |  |
|                        |                        | Salomea di Berg      | Adelaide di Mochental  |  |  |       |  |  |                         |  |  |                             |  |
| Leszek I di Polonia    |                        | Salomea di Berg      |                        |  |  |       |  |  |                         |  |  |                             |  |
|                        |                        | Corrado II di Znojmo | Luitpoldo di Znojmo    |  |  |       |  |  |                         |  |  |                             |  |
|                        |                        | Corrado II di Znojmo | Luitpoldo di Znojmo    |  |  |       |  |  |                         |  |  |                             |  |
|                        |                        | Corrado II di Znojmo | Ida d'Austria          |  |  |       |  |  |                         |  |  |                             |  |
| Elena di Znojmo        |                        | Corrado II di Znojmo |                        |  |  |       |  |  |                         |  |  |                             |  |
|                        |                        | Maria di Serbia      | Uroš I di Serbia       |  |  |       |  |  |                         |  |  |                             |  |
|                        |                        | Maria di Serbia      | Uroš I di Serbia       |  |  |       |  |  |                         |  |  |                             |  |
|                        |                        | Maria di Serbia      | Anna Diogenissa        |  |  |       |  |  |                         |  |  |                             |  |
| Boleslao V di Polonia  |                        | Maria di Serbia      |                        |  |  |       |  |  |                         |  |  |                             |  |
|                        | Jaroslav II Izjaslavič | Izjaslav II di Kiev  |                        |  |  |       |  |  |                         |  |  |                             |  |
|                        | Jaroslav II Izjaslavič | Izjaslav II di Kiev  |                        |  |  |       |  |  |                         |  |  |                             |  |
|                        | Jaroslav II Izjaslavič | Agnese di Franconia  |                        |  |  |       |  |  |                         |  |  |                             |  |
| Ingvar di Kiev         | Jaroslav II Izjaslavič |                      |                        |  |  |       |  |  |                         |  |  |                             |  |
|                        |                        | Richeza di Boemia    | Vladislao II di Boemia |  |  |       |  |  |                         |  |  |                             |  |
|                        |                        | Richeza di Boemia    | Vladislao II di Boemia |  |  |       |  |  |                         |  |  |                             |  |
|                        |                        | Richeza di Boemia    | Gertrude di Babenberg  |  |  |       |  |  |                         |  |  |                             |  |
| Grzymislawa di Luck    |                        | Richeza di Boemia    |                        |  |  |       |  |  |                         |  |  |                             |  |
|                        |                        | ?                    | ?                      |  |  |       |  |  |                         |  |  |                             |  |
|                        |                        | ?                    | ?                      |  |  |       |  |  |                         |  |  |                             |  |
|                        |                        | ?                    | ?                      |  |  |       |  |  |                         |  |  |                             |  |
| ?                      |                        | ?                    |                        |  |  |       |  |  |                         |  |  |                             |  |
|                        |                        | ?                    | ?                      |  |  |       |  |  |                         |  |  |                             |  |
|                        |                        | ?                    | ?                      |  |  |       |  |  |                         |  |  |                             |  |
|                        |                        | ?                    | ?                      |  |  |       |  |  |                         |  |  |                             |  |
|                        |                        | ?                    |                        |  |  |       |  |  |                         |  |  |                             |  |